# Mercadillo (Entrambasaguas)
Mercadillo es un núcleo de población español situado en la localidad de Entrambasaguas del municipio de Valle de Mena, perteneciente a la provincia de Burgos, en la comunidad autónoma de Castilla y León.

## Historia
Hacia mediados del siglo XIX, el lugar, referido por entonces como un barrio, ya pertenecía a Entrambasaguas. Aparece descrito en el undécimo volumen del Diccionario geográfico-estadístico-histórico de España y sus posesiones de Ultramar de Pascual Madoz con las siguientes palabras:

MERCADILLO: barrio en la prov. de Burgos, part. jud. de Villarcayo: es uno de los 4 que componen el l. de Entrambasaguas. (V.)
(Madoz, 1848, p. 384)

En 2023, el núcleo de población tenía empadronados cinco habitantes.